# Queenborough
Queenborough es una parroquia civil y una villa del distrito de Swale, en el condado de Kent (Inglaterra).

## Historia
Patrocinada por Eduardo III, Queenborough nació como una ‘nueva ciudad’ de la Edad Media donde Eduardo III construyó un castillo en 1361 (posteriormente demolido). Se transformó de una aldea de pescadores llamada Bynnee, en un floreciente puerto medieval ubicado en las desembocaduras de los ríos Swale y Medway.
Se llamó Queenborough, en honor a la consorte, la Reina Philippa de Hainault. Se otorgó el título de Royal Borough, tras la concesión de su Carta en 1368. Ese mismo año, por decreto real, el Wool Staple fue transferido de Canterbury a Queenborough que, junto con Sándwich, se convirtió en uno de los dos únicos lugares en Kent a través del cual se dirigía obligatoriamente toda la lana exportada.
En 1667 los holandeses destruyeron gran parte de la Flota Británica en el estuario del Támesis y capturaron Sheerness y Queenborough, por lo que la ciudad obtuvo la ventaja del patrocinio de dos miembros del Parlamento.
A principios del siglo XIX las cosas comenzaron a deteriorarse. La pesca de ostras, plagada de corrupción y contrabando hizo que Queenborough en los 1850’s decayera. Los barcos provenientes de prisión frecuentemente enterraban a sus muertos en el pantano de sal local llamado Deadmanmans Island, en la desembocadura del Swale.
En la década de 1850 comenzó un proceso de recuperación, nuevas industrias enfocadas en el lavado de carbón, trabajos de cemento, y cerámicas llegaron a Queenborough. Otra parte del proceso de reactivación económica, fue el río Swale, este fue puenteado cuando llegó el ferrocarril en 1860 donde un nuevo ferry holandés comenzó desde Queenborough.
Actualmente, la ciudad continúa sus asociaciones náuticas. Representa hoy una auténtica ciudad marinera del siglo XIX, de la cual sobreviven la mayoría de sus edificios más prominentes como la iglesia (la única sobreviviente del período medieval).

## Geografía
Según la Oficina Nacional de Estadística británica, Queenborough tiene una superficie de 7,23 km².

## Demografía
Según el censo de 2001, Queenborough tiene 3471 habitantes (48,57% varones, 51,43% mujeres) y una densidad de población de 480,08 hab/km². El 25,47 % son menores de 16 años, el 68,8 % tienen entre 16 y 74 y el 5,73 % son mayores de 74 años. La media de edad es de 35,75 años. Del total de habitantes con 16 o más años, el 29,38 % están solteros, el 50,83 %  son casados y el 19,79 % divorciados o viudos.
El 97,38% de los habitantes  son originarios del Reino Unido, el resto de países europeos englobaban al 1,3% de la población, mientras que el 1,33%  son originarios del otras partes de mundo. Según sus agrupaciones étnicas, el 98,56% son blancos, el 0,84% mestizos, el 0,23% asiáticos y el 0,37% afrodescendientes. El cristianismo era profesado por el 73,32 % de la población, el hinduismo por el 0,09 %, el islam por el 0,09 % , otras religiones por el 0,29 %. El 17,46 % no son religiosos y el 8,76 % no respondió a la encuesta.
Los habitantes  económicamente activos son 1491, de los cuales 1376 (92,29 %) empleados y 115 (7,71 %) desempleados. Cuentan con 1421 hogares con residentes, 66 hogares vacíos y 3 eran alojamientos vacacionales o segundas residencias.